# Njaba
Njaba é uma Área de Governo Local de Imo (estado), Nigéria. Sua sede está na cidade de Nnenasa. Tem uma área de 84 km² e uma população de 143.485 no recenseamento de 2006. A projeção de densidade de 2011 é 2.004,5 hab./km². O código postal da área é 474.

## História
O nome "NJABA" é um acrônimo formado a partir das letras iniciais do rio Njaba. Um rio que originalmente brota da parte noroeste de Isu na cidade de Isunjaba, e corre todo o caminho até Oguta e depois termina com o famoso lago Oguta. NJALGA fazia parte da área do governo local de Isu, criada pelo governo civil liderada por Alhaji Shehu Shagari em 27 de maio de 1980. As cidades em desenvolvimento e os assentamentos na área do governo local incluem Umuaka, Amazano, Isiozi, Ugbelle, Achara, Ibelle, Okwudor, Nkume, Attah, Amucha e Egwedu.

## Localização e limites
Njaba LGA é delimitada por Oru Leste, Isu, Mbaitoli, Orlu e Nkwerre Áreas do governo local. Área do governo local de Njaba (NJALGA), Está localizado a leste de Oru Leste Área de governo local com Awo Omamma como a cidade fronteiriça mais próxima com vista para Okwudor. NJALGA via Okwudor compartilha seu limite comum com Awo Omamma no eixo ocidental. No norte e, no nordeste, é limitado pelas comunidades de Umudioka e Umuowa em Orlu LGA. NJALGA é delimitada no oeste e sudoeste por Amurie-Omanze e Ekwe Comunidades de Isu Área do governo local, enquanto compartilha sua fronteira sul com Orodo vila de Mbaitoli Área de governo local fronteiriça Umuaka. rio Njaba em seguida, demarca Umuaka de NJALGA a partir de Ekwe Comunidade de Isu nas fronteiras ocidentais.
NJALGA, especialmente nas comunidades Umuaka e Okwudor, está quase localizada em uma floresta tropical fortemente reforçada e em uma área vale.